# Hypena vittatus
Hypena vittatus là một loài bướm đêm trong họ Erebidae.